# Neonerita lecourti
Neonerita lecourti là một loài bướm đêm thuộc phân họ Arctiinae, họ Erebidae.